# حمله موشکی اکتبر ۲۰۲۲ به اوکراین
در ۱۰ اکتبر ۲۰۲۲، روسیه به عنوان بخشی از تهاجم به اوکراین، تعداد زیادی از حملات موشکی را در سراسر اوکراین ترتیب داد. این موشک‌ها به مناطق غیرنظامی و زیرساخت‌های حیاتی مانند نیروگاه‌ها، پست‌های برق و پل‌ها اصابت کردند. از صبح روز ۱۰ اکتبر، انفجارهایی در ده‌ها مرکز شهری اوکراین از جمله کیف گزارش شد. آخرین حمله روسیه به پایتخت اوکراین در ژوئن رخ داده بود.
ولادیمیر پوتین، رئیس‌جمهور روسیه گفت که این حملات موشکی در تلافی حمله به پل کریمه در ۸ اکتبر ۲۰۲۲ بوده‌است با این حال، به گفته اداره مرکزی اطلاعات اوکراین، نیروهای روسی در تاریخ ۲ و ۳وم اکتبر از کرملین دستور گرفته‌بودند تا برای حملات موشکی گسترده به زیرساخت‌های غیرنظامی در اوکراین آماده شوند.
از ساعت ۱۱:۰۰ صبح، ۱۱ تأسیسات زیرساختی مهم در ۸ منطقه شهر کیف در نتیجه این حملات آسیب دیدند. به گفته وزیر انرژی اوکراین، آلمان گالوشچنکو، حدود ۳۰ درصد از زیرساخت‌های انرژی اوکراین طی حملات موشکی مورد اصابت قرار گرفتند. اوکرنرگو گزارش داد که قطعی برق در برخی شهرها و شهرستان‌های کشور محتمل است. این حملات در سطح بین‌المللی محکوم شد، کمیسیون اروپا آنها را «وحشیانه» و دبیرکل ناتو، ینس استولتنبرگ، آن را «وحشتناک و بی‌پروایانه» توصیف کرد. ولودیمیر زلنسکی، رئیس‌جمهور اوکراین، این حملات را «شر مطلق» و «تروریسم» خواند.

## حملات به اوکراین
بیش از ۸۳ موشک و همچنین ۱۷ پهپاد شاهد ساخت ایران که از خاک بلاروس پرتاب شده بودند، در این حملات استفاده شدند. روسیه از موشک‌های خا-۱۰۱ و خا-۵۵، ۳ام-۵۴ کالیبر و ۹کا۷۲۰ اسکندر و سامانه‌های موشکی اس-۳۰۰ و تورنادو استفاده کرد. به گفته معاون وزیر دفاع اوکراین، هانا مالیار، اوکراین مدعی است که ۴۳ موشک از مجموع ۸۳ موشک شلیک شده توسط روسیه را ساقط کرده‌است. این موشک‌ها در چند موج از دریای سیاه و دریای خزر توسط هواپیماهای توپولف ۹۵ و توپولف تو-۲۲ام پرتاب شدند.

## واکنش‌ها

### سازمان ملل
سخنگوی سازمان ملل گفت که آنتونیو گوترش، دبیرکل سازمان ملل متحد از حملات موشکی در مقیاس بزرگ «عمیقاً شوکه» شده‌است.

### اتحادیه اروپا
اورسولا فون در لاین، رئیس کمیسیون اروپا، قول داد که اتحادیه اروپا «تا زمانی که لازم باشد» در کنار اوکراین خواهد ایستاد. او در یک پیام ویدئویی در کنار نخست‌وزیر استونی، کاجا کالاس، در نزدیکی مرز شرقی اتحادیه اروپا با روسیه صحبت می‌کرد.

### اوکراین
رئیس‌جمهور اوکراین ولودیمیر زلنسکی در تلگرام نوشت: «آنها سعی دارند ما را نابود کنند و از روی زمین محو کنند. آژیرهای حمله هوایی در سراسر اوکراین فروکش نمی‌کند. موشک‌ها در حال اصابت هستند. متأسفانه کشته و مجروح نیز وجود دارد.»
دیمیترو کولبا، وزیر امور خارجه اوکراین، از توقف فوری سفرهای آفریقایی خود به دلیل حملات موشکی گسترده خبر داد. او گفت ولادیمیر پوتین «تروریستی است که با موشک صحبت می‌کند»، «تنها تاکتیک او ارعاب در شهرهای غیرنظامی اوکراین است، اما او اوکراین را شکست نخواهد داد.»
وزارت آموزش و پرورش توصیه کرد تا ۱۴ اکتبر تمامی مدارس به آموزش از راه دور روی آورند.
اولاف شولتز صدراعظم آلمان و زلنسکی در گفتگوی تلفنی با تشکیل جلسه اضطراری گروه هفت موافقت کردند.
بررسی‌ها نشان می‌دهد که بیش از ۸۳ موشک و ۱۷ پهپاد شاهد ساخت ایران که از خاک بلاروس پرتاب شده‌اند در این حملات شرکت داشته‌اند. اوکراین مدعی شد که ۴۳ موشک از جمله یک موشک کروز را با MANPADS، ساقط کرده‌است.

### خروجی‌های رسانه
مجله انگلیسی The Spectator این حملات را «کمپین بمب گذاری تروریستی روسیه» خواند.

## یادداشت
1. ↑  بر اساس برخی منابع، [۲]تکذیب شده توسط سرویس امنیتی اوکراین.[۳][عدم مطابقت با منبع]